# Amy Acker
Pour les articles homonymes, voir Acker.
Amy Louise Acker est une actrice américaine, née le 5 décembre 1976 à Dallas, Texas, États-Unis. Elle est connue pour ses rôles dans les séries télévisées : Angel, Alias, Dollhouse, Person of Interest et The Gifted.

## Biographie
Née et élevée à Dallas, son père est avocat et sa mère femme au foyer. Elle suit ses études et reçoit son diplôme de théâtre à la Southern Methodist University de Dallas. Pendant treize ans, elle étudie le ballet, la danse moderne et la danse jazz.

### Vie privée

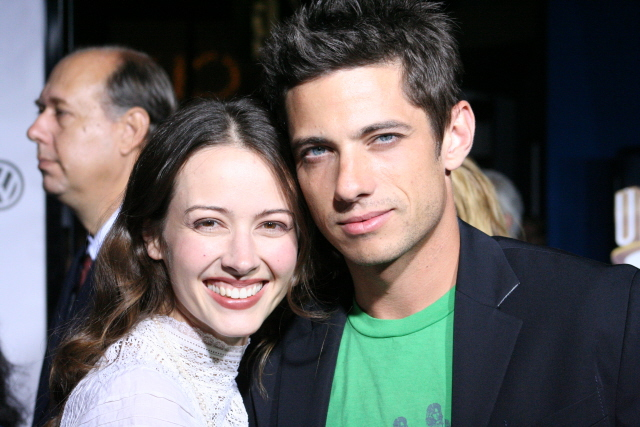
Amy Acker et James Carpinello en 2005.

Elle est mariée depuis 2003 à l'acteur américain James Carpinello, avec qui elle a eu deux enfants, Jackson James Carpinello (né le 22 janvier 2005) et Ava Grace Carpinello (née le 1er septembre 2006).

## Carrière

### Débuts
Elle entame sa carrière d’actrice en 1998, avec un rôle dans la série Wishbone, une série pour enfants dans laquelle elle reste deux saisons. Elle participe ensuite à quelques téléfilms, puis apparait en guest star dans un épisode de la série d'action Special Unit 2.

### Révélation télévisuelle et progression discrète (années 2000)

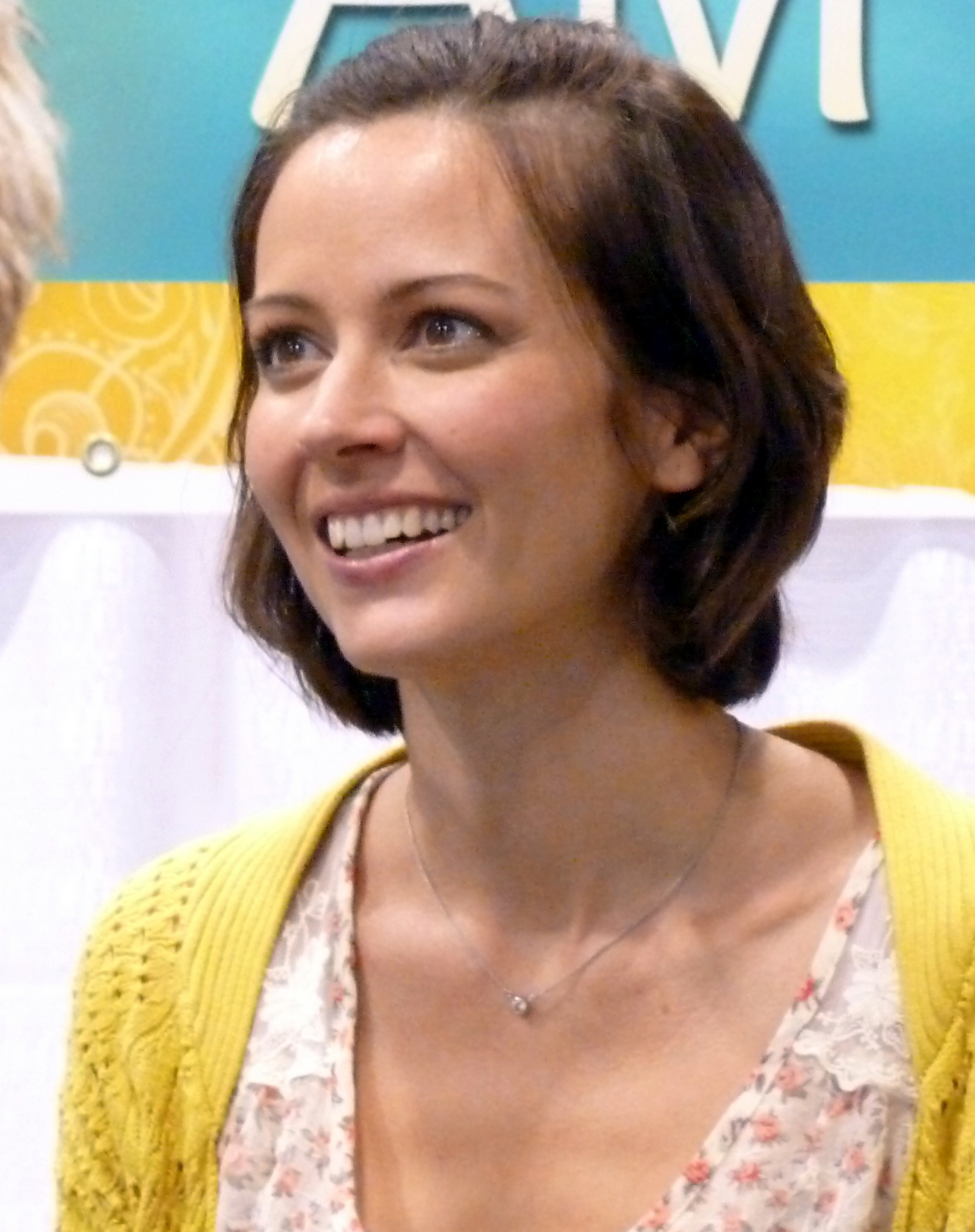
L'actrice au Wizard World Toronto 2012.

C'est en 2001 que sa carrière est véritablement lancée lorsqu’elle obtient un des rôles principaux de la série Angel dans laquelle elle reste jusqu'en 2004, à l'arrêt de celle-ci. En 2004, elle obtient le Saturn Award de la meilleure actrice de télévision dans un second rôle pour son interprétation de Winifred Burkle.
A l'arrêt soudain de la série, elle fait des apparitions dans les séries à succès Supernatural et How I Met Your Mother. Mais elle se voit surtout confier un rôle récurrent de l'impitoyable agent Kelly Peyton dans la cinquième saison de la série d'espionnage Alias. Le programme est cependant arrêté au terme de cette saison, début 2006. Elle accepte un rôle dans le pilote d'une nouvelle série télévisée, The Unit, mais elle est finalement remplacée lorsque la série est commandée. Elle rebondit l'année suivante vers un autre projet, la série d'action Drive, avec Nathan Fillion dans le rôle principal. La série ne dépasse pas six épisodes.
Entre 2007 et 2009, elle enchaîne donc les apparitions dans des séries installées - Ghost Whisperer, Law & Order : Criminal Intent, October Road, Private Practice - et accepte les premiers rôles de téléfilms et autres films de série B - La Messagère, Fire & Ice, 21 and a Wake-Up.
La rentrée 2009 lui permet de retrouver le co-créateur de Angel : Joss Whedon lui confie un rôle récurrent dans sa nouvelle série télévisée, Dollhouse, celui du Dr Claire Saunders. Les audiences sont très modestes, mais la chaîne commande pourtant une seconde saison pour la rentrée 2010. L'actrice s'étant déjà engagée dans un nouveau projet, Happy Town, dont elle tiendrait le rôle principal, elle accepte de participer à seulement 3 épisodes de la seconde saison de Dollhouse.  Cependant, Happy Town est un flop, et l'actrice apparait donc dans d'autres séries - Super Hero Family (avec son ex-partenaire de Angel,  Julie Benz), The Good Wife, Human Target et accepte le premier rôle d'un téléfilm de Noël, diffusé fin 2011. La même année, elle défend aussi un drame musical indépendant, Sironia.

### Retour au premier plan (années 2010)

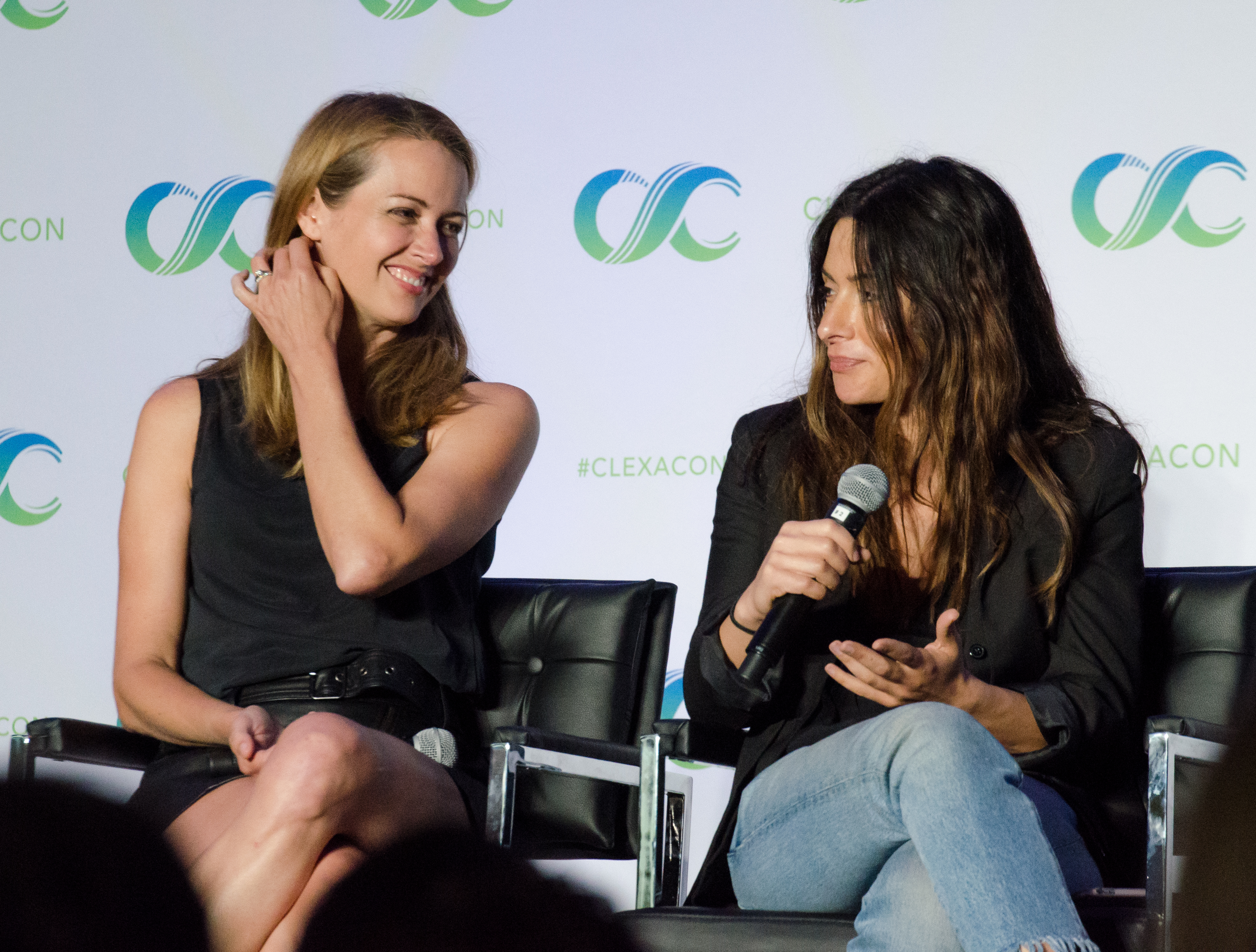
L'actrice aux côtés de sa partenaire de Person of Interest, Sarah Shahi, en avril 2018.

L'année 2012 lui permet de revenir au premier plan, grâce à Joss Whedon : tout d'abord avec l'acclamé film d'horreur La Cabane dans les bois, tourné en 2009, dont elle tient l'un des rôles secondaires, puis l'adaptation à très petit budget Beaucoup de bruit pour rien, écrite et réalisée par Whedon. Ce film lui permet de partager l'affiche avec Alexis Denisof.  Les deux longs-métrages sont acclamés par la critique et connaissent de jolis succès commerciaux[réf. nécessaire]. Enfin, elle apparait dans le dernier épisode de la première saison de la série d'action Person of Interest. L'actrice revient la saison suivante en tant que récurrente, puis régulière dès la saison 3. Son personnage de la hackeuse Samantha « Sam » Groves alias « Root » est l'un des plus emblématiques de la série, arrêtée au terme de sa cinquième saison.

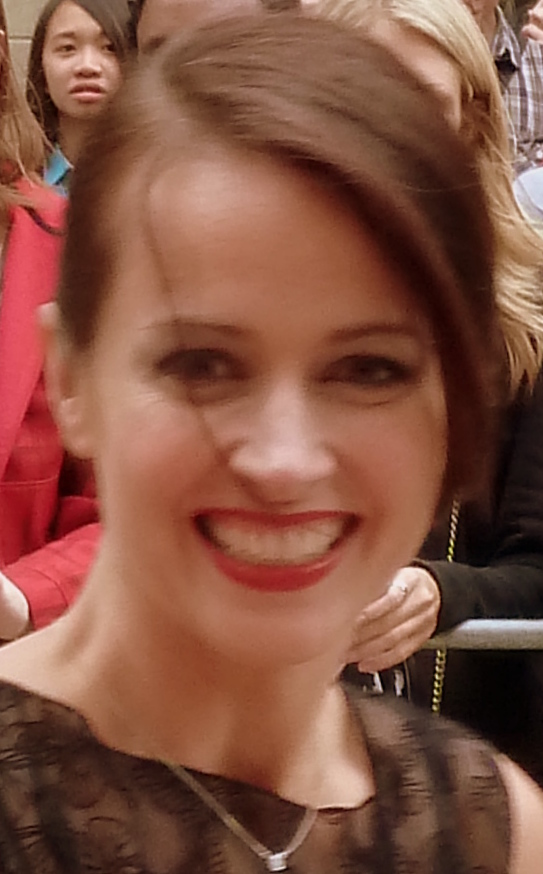
L'actrice à l'avant-première de Beaucoup de bruit pour rien en 2013.

Toujours fidèle au clan Whedon, elle apparaît en 2014 à la fin de la première saison de la série Agents of S.H.I.E.L.D. en tant qu'ancienne petite amie de Phil Coulson, et joue Dawn dans la web-série Con-Man.  Elle tient aussi le premier rôle d'un téléfilm romantique diffusé début 2015, Un roman d'amour (A Novel Romance en VO) et d'un téléfilm de Noël 2016, La ballerine de Noël (A Nutcracker Christmas en VO).
Durant la saison 2016-2017, elle joue dans deux épisodes de la série remake MacGyver, et se voit surtout confier le premier rôle féminin d'une série fantastique, The Gifted, adaptation télévisée de la franchise X-Men.
En 2017, elle est à l'affiche de la comédie romantique indépendante Camping, Love And Therapy aussi connu sous le titre Amanda & Jack Go Glamping, aux côtés de David Arquette. Le film obtient des critiques positives.

## Filmographie

### Cinéma
- 2002 : Arrête-moi si tu peux (Catch Me If You Can) de Steven Spielberg : Miggy
- 2002 : Groom Lake de William Shatner : Kate
- 2006 : The Novice de Murray Robinson : Jill Yarrut
- 2009 : 21 and a Wake-Up de Chris McIntyre : Caitlin Murphy
- 2011 : Sironia de Brandon Dickerson : Molly
- 2012 : La Cabane dans les bois (The Cabin in the Woods) de Drew Goddard : Wendy Lin
- 2012 : Beaucoup de bruit pour rien (Much Ado About Nothing) de Joss Whedon : Béatrice
- 2014 : Let's Kill Ward's Wife de Scott Foley : Gina
- 2017 : Camping, Love And Therapy (Amanda & Jack Go Glamping) de Brandon Dickerson : Amanda
- 2020 : Superman : Red Son de Sam Liu : Lois Lane
- 2024 : Ordinary Angels : Theresa

### Télévision

#### Séries télévisées
- 1998 : Wishbone : Venus / Priscilla / Catherine Morland
- 1999 : Au service de la loi (To Serve and Protect) : Melissa Jorgensen
- 2001 : Special Unit 2 : Nancy
- 2001 - 2004 : Angel : Winifred "Fred" Burkle / Illyria
- 2005 : Supernatural : Andrea Barr
- 2005 - 2006 : La Ligue des justiciers (Justice League) :  Huntress (voix)
- 2005 - 2006 : Alias : Kelly Peyton
- 2006 : How I Met Your Mother : Penelope
- 2007 : Drive : Kathryn Tully
- 2007 : New York, section criminelle (Law and Order : Criminal Intent) : Leslie LeZard
- 2007 : Ghost Whisperer : Tessa
- 2008 : October Road : Jenny Bristol
- 2008 : Private Practice : Molly Madison
- 2009 - 2010 : Dollhouse : Dr. Claire Saunders / Whiskey
- 2010 : Human Target : La Cible (Human Target) : Katherine Walters
- 2010 : The Good Wife : Trish Arkin
- 2010 : Happy Town : Rachel Conroy
- 2010 : Super Hero Family : Amanda Grayson
- 2011 - 2013 : Les Experts (CSI : Crime Scene Investigation) : Sandy Colfax / Sandy Larken
- 2012 : Grimm : Lena Marcinko
- 2012 : Once Upon a Time : Sœur Astrid / Nova
- 2012 : Warehouse 13 : Tracey
- 2012 - 2016 : Person of Interest : Samantha « Sam » Groves alias « Root »
- 2013 : Scooby-Doo : Mystères associés (Scooby-Doo! Mystery Incorporated) : Nova (voix)
- 2014 : Marvel : Les Agents du SHIELD (Marvel's Agents of SHIELD) : Audrey Nathan
- 2015 : Suits : Avocats sur mesure (Suits) : Esther Litt Edelslein
- 2015 - 2017 : Con Man : Dawn Jones
- 2016 : MacGyver : Sarah Adler
- 2017 - 2019 : The Gifted : Caitlin Strucker
- 2019 : Grey's Anatomy : Dr Kathleen Shepherd [6]
- 2020 : God Friended Me : Tammy Marshall
- 2021 : All Rise : Georgia Jennings
- 2022 : 9-1-1: Lone Star : Catherine Harper
- 2023 : The Watchful Eye : Tory Ayres

#### Téléfilms
- 2003 : Dans la grotte de Batman (Return to the Batcave : The Misadventures of Adam and Burt) de Paul A. Kaufman : Bonnie Lindsey
- 2008 : La Messagère (A Near Death Experience) de Don Terry : Ellie Daly
- 2008 : Fire and Ice : Les Chroniques du dragon (Fire and Ice: The Dragon Chronicles) de Pitof : Princesse Luisa
- 2011 : Le Plus beau des cadeaux (Dear Santa) de Jason Priestley : Crystal Carruthers
- 2015 : Un roman d'amour (A Novel Romance) de Mark Griffiths : Sophie Atkinson
- 2016 : La ballerine de Noël (A Nutcracker Christmas) de Michael Lembeck : Lily Jameson
- 2021 : Une invitation inattendue pour Noël (Crashing Through the Snow) de Rich Newey : Maggie Collins

## Voix francophones
En France, Léa Gabriele est la voix régulière d'Amy Acker. Sybille Tureau et Laëtitia Lefebvre l'ont doublée chacune à six reprises.
Au Québec, Annie Girard l'a doublé dans La Cabane dans les bois.

## Distinctions

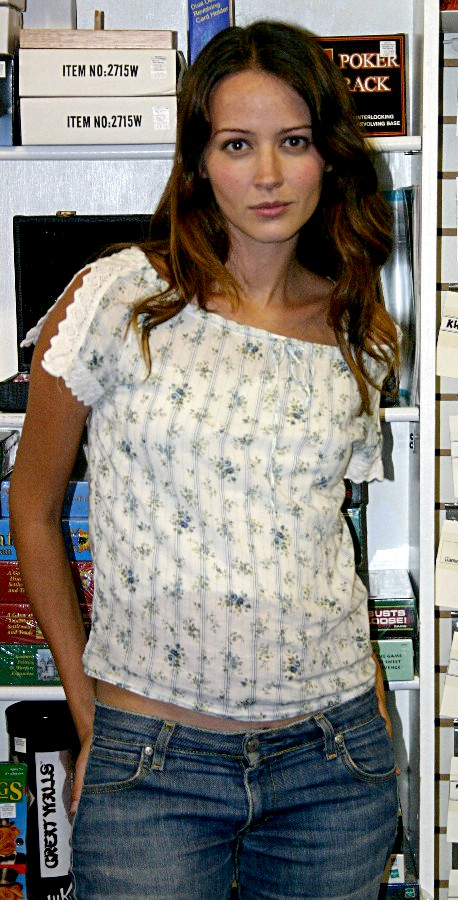
Amy Acker en août 2004.

Cette section récapitule les principales récompenses et nominations obtenues par Amy Acker.

### Récompenses
- Saturn Awards 2004 : Meilleure actrice dans un second rôle pour Angel
- 2012 : Hill Country Film Festival de la meilleure actrice pour Sironia
- 2014 : Indie Series Awards de la meilleure actrice invité dans une série télévisée comique pour Husbands
- 2015 : Northeast Film Festival de la meilleure actrice dans un court-métrage pour The Lord of Catan

### Nominations
- Saturn Awards 2002 : Cinescape Genre Face of the Future Award de la meilleure actrice dans un second rôle pour Angel
- Saturn Awards 2003 : Meilleure actrice dans un second rôle pour Angel
- Satellite Awards 2004 : Meilleure actrice dans un second rôle dans une série dramatique pour Angel
- Saturn Awards 2005 : Meilleure actrice dans un second rôle pour Angel
- 2014 : International Academy of Web Television Awards de la meilleure performance féminine pour Husbands